# Siposkarcsa
Siposkarcsa (szlovákul Šipošovske  Kračany) Egyházkarcsa településrésze, egykor önálló falu Szlovákiában, a Nagyszombati kerületben, a Dunaszerdahelyi járásban. A Karcsák falucsoport része.

## Fekvése
Dunaszerdahelytől 4 km-re délnyugatra fekszik.

## Története
1447-ben "Sypwskarcha" alakban említik először. 1453-ban "Siposkarcha, Kyskarcha" néven szerepel a korabeli forrásokban.
Fényes Elek szerint "Karcsa (Sipos-), magyar falu, Pozsony vmegyében: 99 kathol. lak. Mind a 12 Karcsa egy tagban igen kevés messzeségre fekszik egymástól. Szerdahelyhez 1, ut. p. Somorjához 2 órányira. Határjokat számos vizerek, lapályok futják keresztül, mellyekben sok, de nem igen jó szénát csinálnak; azért fő élelmök a marhatartás. Egyébiránt szántóföldeik meglehetős termékenységüek, csak hogy sok helyt pőrjések. Tüzelni fűzfát, jegenyét használnak. Birtokosai több nemesek, kik között nevezetesebbek: Bartal, Kulcsár, Somogyi, Kondé, gr. Amade, Bacsák sat. Morocz-, és Pinke-Karcsa a vajkai székhez tartozik."
Pozsony vármegye monográfiájaban "Siposamadékarcsa, alsócsallóközi magyar kisközség, 40 házzal és 266 róm. kath. vallású lakossal. Régibbkori története Egyházkarcsáéval függ össze. Azelőtt két községből állott: Siposkarcsa és Amadékarcsa volt a neve. Az 1553-iki összeírásban Amadekarcsán Amade Mihály 4 és Amade Lászlónak 7 portája adózik. 1581-ben Derghi Somogyi György volt a földesura, ki itt várkastélyt építtetett, melyet 1854-ben bontottak le. A község lakosai nemesi szabadalmakat élveztek. Van itt egy újabb úrilak, melyet Bartalné Bossányi Hortenzia építtetett, és a mely most is az övé. A községnek nincsen temploma. Postája Királyfiakarcsa, távírója és vasúti állomása Dunaszerdahely."
A trianoni békeszerződésig Pozsony vármegye Dunaszerdahelyi járásához tartozott.

## Népessége
1910-ben Amadékarcsával egy községet alkotott, ekkor 215, túlnyomórészt magyar lakosa volt.
2001-ben Egyházkarcsának 1162 lakosából 1078 magyar és 64 szlovák volt.

## Külső hivatkozások
- A csallóközi Karcsák honlapja (magyar)
- E-obce.sk Archiválva 2008. február 19-i dátummal a Wayback Machine-ben